# Luiz Fernando Carvalho
Luiz Fernando Carvalho de Almeida (Río de Janeiro, 28 de julio de 1960) es un cineasta y director de televisión brasileño.

## Carrera
En televisión
- Helena (1987) - telenovela
- Carmen (1987) - telenovela
- Vida Nova (1988) - telenovela
- Tieta (1989) - telenovela
- Riacho Doce (1990) - miniserie
- Chitãozinho e Xororó Especial (1990) - especial
- Os Homens Querem Paz (1991) - especial
- Pedra sobre Pedra (1992) - telenovela
- Renascer (1993) - telenovela
- Uma Mulher Vestida de Sol (1994) - especial
- Irmãos Coragem (1995) - telenovela
- A Farsa da Boa Preguiça (1995) - especial
- El rey del ganado (1996) - telenovela
- Que Teus Olhos Sejam Atendidos (1998) - documental del canal GNT
- Os Maias (2001) - miniserie
- Tierra Esperanza (2002) - telenovela
- Hoje É Dia de Maria (2005) - microserie
- Hoje é Dia de Maria - 2ª Jornada (2005) - microserie
- A Pedra do Reino (2007) - microserie
- Capitu (2008) - microserie
- Afinal, o Que Querem as Mulheres? (2010) - microserie
- Subúrbia (2012) - microserie
- Correio Feminino (2013) - microserie
- Alexandre e Outros Heróis (2013) - especial
- Meu Pedacinho de Chão (2014) - telenovela

En cine
- A Espera (1986) - cortometraje
- Lavoura Arcaica (2001) - largometraje

## Premios y distinciones
Festival Internacional de Cine de San Sebastián
| Año  | Categoría                    | Película  | Resultado |
| ---- | ---------------------------- | --------- | --------- |
| 1986 | Concha de Oro (cortometraje) | LA Espera | Ganador   |